# Anouk Aimée

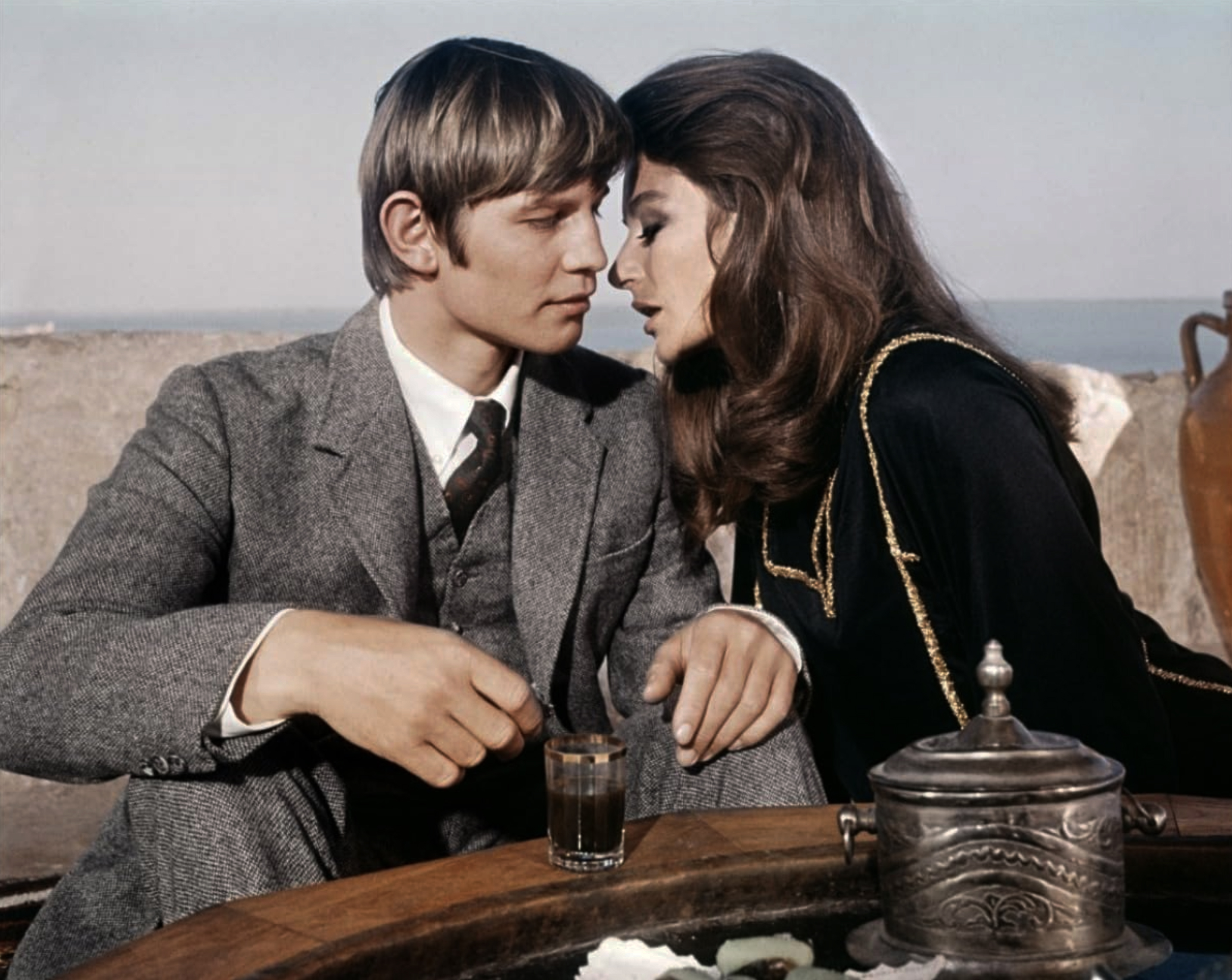
Anouk Aimée y Michael York en la película Justine (1969), dirigida por George Cukor.

Nicole Françoise Florance Sorya Dreyfus, conocida como Anouk Aimée (París, 27 de abril de 1932-París, 18 de junio de 2024), fue una actriz francesa, candidata al Óscar como mejor actriz en 1967 por la película Un hombre y una mujer de Claude Lelouch. En 2019 protagonizó el remake, 52 años después, de Un hombre y una mujer, también dirigida por Claude Lelouch y con la misma pareja protagonista, un Jean-Louis Trintignant de 89 años, y la propia Anouk Aimée a los 87 años, película titulada Les plus belles années d'une vie, que se presentó en la selección oficial fuera de concurso del Festival de Cannes 2019, celebrando así la Palma de Oro del Festival de Cannes 1966.

## Biografía
Hija de la también actriz Geneviève Sorya, su padre era judío y su madre católica, aunque se crio bajo el catolicismo luego siendo adulta se convirtió al judaísmo. Comenzó su carrera en películas francesas a la edad de catorce años.
Apareció en La dolce vita y en Lola de Jacques Demy. Fue candidata al Oscar a la mejor actriz en 1966 por su papel en la película que le otorgó fama internacional, Un hombre y una mujer. Destacó en sus interpretaciones de femme fatale por su particular femineidad más que por su apariencia siendo su sello de reconocimiento.
En 1995, fue elegida por la revista Empire como una de las 100 estrellas de cine más sexy de la historia, específicamente el lugar 56. 
En 2003, recibió el Oso de Oro de Honor del Festival de Cine de Berlín, que le dedicó ese año una retrospectiva de sus películas.

## Vida personal
Estuvo casada en cuatro ocasiones. Su segundo marido (1951-1954) fue el director cinematográfico Nikos Papatakis, con quien tuvo a su única hija, Manuela Papatakis. Entre 1970 y 1978 estuvo casada con el actor británico Albert Finney.
Falleció en su hogar, en París, el 18 de junio de 2024 a los 92 años. Fue enterrada en la intimidad, en el cementerio de Saint Vincent el 25 de junio.

## Filmografía
- Les plus belles années d'une vie (2019)
- Silencio de amor|Tous les soleils (2011)
- Ils se marièrent et eurent beaucoup d'enfants (2003)
- Las cien y una noches (1995)
- Dis-moi oui... (1995)
- Prêt-a-porter (1994)
- Las marmotas (1993)
- La tragedia di uomo ridicolo (1981)
- Justine (1969)
- Estudio de modelos (1969)
- Una noche, un tren (1968)
- Un hombre y una mujer (1966)
- Fellini, ocho y medio (8½) (1963)
- El éxito (1963)
- Sodoma y Gomorra (1962)
- El juicio universal (1961)
- Lola (1961)
- La dolce vita (1960)
- Rojo atardecer (1959)
- Los amantes de Montparnasse (1958)
- La cortina carmesí (Les mauvaises recontres) (1955)
- Noche de tormenta (1955)
- The man who watched trains go by (1952)
- Golden Salamander (1950)

## Premios y distinciones
Premios Óscar
| Año  | Categoría               | Película              | Resultado |
| ---- | ----------------------- | --------------------- | --------- |
| 1967 | Oscar a la mejor actriz | Un hombre y una mujer | Candidata |

Globos de Oro
| Año  | Categoría                              | Película              | Resultado |
| ---- | -------------------------------------- | --------------------- | --------- |
| 1966 | Globo de Oro a la mejor actriz - Drama | Un hombre y una mujer | Ganadora  |

BAFTA
| Año  | Categoría               | Película              | Resultado |
| ---- | ----------------------- | --------------------- | --------- |
| 1966 | BAFTA a la mejor actriz | Un hombre y una mujer | Ganadora  |